# Emily Brontë
Emily Jane Brontë (Thornton, 30 de juliol de 1818 - Haworth, Bradford, 19 de desembre de 1848) va ser una poeta i novel·lista britànica, germana de Charlotte Brontë i d'Anne Brontë. Cims borrascosos (Wuthering Heights), la seua única novel·la, és considerada com un clàssic de la literatura anglesa.

## Biografia
Cinquena filla d'una família de set infants, Emily Brontë passà gairebé tota la seua curta vida en un presbiteri de Haworth, Bradford, a Yorkshire, on son pare, Patrick Brontë, era pastor. En aquest ambient es va desenvolupar el seu talent literari.
Durant la seua infantesa, després de la mort de sa mare i les seues dues germanes majors en un pensionat, son pare i la seua tia materna, Elizabeth Branwell, van decidir deixar als infants una gran llibertat. Aleshores Emily va crear junt amb Charlotte, Anne i el seu germà Branwell un món imaginari: Angria, on es desenvolupaven les històries que ells inventaven. Més tard, Emily i Anne van fer pinya, creant els països de Gondal i Gaaldine, segons sembla més austers i més realistes.
Emily, talentosa i somniadora, mai no va reeixir en les seues relacions amb el món exterior. Una segona temptaviva d'escolarització i després un primer lloc com a institutriu es van saldar amb sengles fracassos. L'any 1842, va viatjar a Brussel·les amb la seua germana Charlotte, on va estudiar francès i alemany i va esdevenir una excel·lent pianista, amb una destacada predilecció per Beethoven. Però, acabats els estudis, va retornar a Haworth, on va esdevenir la mestressa de casa del presbiteri i on va dividir la resta de la seua vida entre les feines domèstiques, les passejades pel camp i l'escriptura.
Va escriure molta poesia utilitzant els personatges del país imaginari de Gondal, o relativa a la seua experiència personal amb la natura o a les seues opinions filosòfiques. Alguns dels seus poemes relaten experiències de tipus místic.
Emily i les seues germanes van decidir editar l'any 1846 un volum amb llurs poemes, assumint elles el cost de l'edició. A causa dels prejudicis de l'època, van utilitzar pseudònims masculins, i així Emily esdevingué Ellis Bell.
També assumint-ne el cost i amb pseudònim, va publicar l'any següent la seua única novel·la Cims borrascosos (Wuthering Heights), que va obtenir un cert èxit, tot i que sense paral·lel a l'obtingut per la seua germana Charlotte (1816-1855) amb Jane Eyre, publicat el mateix any. Destacable per la densitat de l'escriptura, el rigor de la construcció i per un romanticisme molt personal, influenciat pel romanticisme alemany, sovint Cims borrascosos ha estat comparada amb una tragèdia grega o shakespeariana per la seua intensitat. Però la innovadora construcció de la novel·la va deixar perplexos els crítics de l'època, i el vertader reconeixement del seu mèrit es va retardar. El geni d'Emily Brontë no s'evidenciarà amb claredat més que a les acaballes del segle xix.
De retorn a la casa familiar després d'una decepció amorosa, Branwell cau en l'alcoholisme. Va ser sobre Emily, físicament la més forta de la família, sobre qui va reposar la major part de la càrrega. Al soterrament del seu germà va refredar-se, i després va refusar sistemàticament qualsevol tractament o repòs. Va morir de tuberculosi el 19 de desembre de 1848 i està soterrada a la fossa familiar de l'església de St. Michael and All Angels, a Haworth, Yorkshire de l'Oest.